# Дедов, Андрей Алексеевич
Андре́й Алексе́евич Де́дов (9 ноября 1902, Малыниха, Холмогорский уезд, Архангельская губерния — 23 июня 1964, Сыктывкар) — советский геоботаник и флорист, кандидат биологических наук, исследователь флоры и растительности крайнего Севера.

## Биография
Родился в деревне Малыниха Холмогорского уезда Архангельской губернии 9 ноября 1902 года в многодетной семье крестьянина-середняка. В 1916 году с медалью окончил двухклассное сельское училище. В 1920 году поступил в Архангельскую учительскую семинарию (Архангельский институт народного образования).
В 1923 году по направлению Архангельского горкома комсомола поступил в Петроградский университет. Геоботаническую практику проходил в тундре недалеко от Архангельска под руководством Ивана Александровича Перфильева. С 1927 года Дедов проводил исследования в Тиманской и Малоземельской тундрах. В 1928 году принят в члены в ВКП(б) и стал слушателем курсов в Институте красной профессуры. В 1930 году окончил Ленинградский университет с присвоением специальности «геоботаника».
В 1931 году окончил Ленинградский институт аспирантуры ВАСХНИЛ. С 1931 по 1935 годы был сотрудником НИИ оленеводства в Ленинграде. В 1932 году принимал участие в экспедиции на полуостров Таймыр для инвентаризации кормовых угодий. В 1934 году руководил экспедицией, целью которой была инвентаризация кормовых угодий Кандалакшского оленеводческого совхоза. В 1935 году присвоена учёная степень кандидата биологических наук. В этом же году был назначен руководителем зональной оленеводческой станции Арктического института в Нарьян-Маре.
В июле 1937 года против Дедова было выдвинуто обвинение в троцкизме и вредительстве и был исключён из партии. С 1 августа 1937 года по 19 января 1939 года он провел под арестом. В 1939 году обвинение было снято, а дело закрыто. Членство в партии было восстановлено, но на постоянное место работы его не брали. Только в конце 1939 года его зачислили в штат Северной базы АН СССР в Архангельске, где в январе 1941 года он возглавил ботанический сектор.
В сентябре 1941 года Северная база АН СССР была эвакуирована в Сыктывкар и переименована в Базу АН СССР по изучению Севера. С 1944 года она стала называться Научно-исследовательская база АН СССР в Коми АССР. Дедов был назначен заведующим биологическим отделением этого учреждения. В 1950 году занял должность старшего научного сотрудника. В 1958 году решением Президиума АН СССР присвоено учёное звание старший научный сотрудник. Умер в Сыктывкаре 23 июня 1964 года.

## Научная деятельность
Изучал флору и растительность тундровой зоны Европейской части СССР. Составил карту растительности Большеземельской тундры. Совместно с Феодосием Викторовичем Самбуком предложил зонирование и нанёс на карту границы подзон Припечорских тундр, выделив четыре подзоны: арктическую (или полигональнаую), моховую (или мохово-кустарничковую, мохово-лишайниковую), кустарниковую (ерниковую, ивняково-ерниковую) и лесотундру. Обобщил данные по растительности Малоземельской тундры и создал карты ареалов арктических растений. Дедов был основоположником планомерного флористического изучения территории Коми АССР методом конкретных флор, который был предложен Александром Инокентьевичем Толмачёвым в 1930 годы. Дедов внёс большой вклад в создание и развитие гербария Северной базы АН СССР и Института биологии Коми НЦ УрО РАН, которые послужили служили основой при работе для составления в составления многотомного издания «Флора Северо-Востока европейской части СССР». Участвовал в составлении геоботанической карты Республики Коми.
С 1928 по 1940 год исследовал оленьи пастбищ тундровой зоны и оценивал кормовую базу для оленеводства в Тиманской тундре. Установил ориентировочные данные о запасах кормов для северных оленей. Результаты этих исследований и методике сбора данных о пастбищах обобщены в рукописи «Зимние оленьи пастбища по р. Пеза» и в статье «Современное состояние кормовой базы оленеводства СССР». Предложил рекомендации по правильному ведению пастбищно-ягельного хозяйства и научно обоснованную методику определения годового прироста ягеля. По результатам экспедиции в Помоздинский и Удорский районы Коми, Дедов предложил рекомендаций по развитию лесного оленеводства.
Дедов был непосредственным участником и руководителем 24 экспедиции.
Являлся членом редколлегии двух изданий «Труды Коми филиала АН СССР» и «Известия Коми филиала Всесоюзного географического общества».

## Награды
Награждён медалями «За трудовую доблесть» и «За доблестный труд в Великой Отечественной войне 1941—1945 гг.», а также почётными грамотами.

## Избранные публикации
Автор около 40 публикаций,
- Дедов А. А. Работа Малоземельского отряда экспедиции по изучению оленьих пастбищ Северного края // Советский Север. — 1932. — № 4. — С. 64—68.
- Дедов А. А. Материалы к характеристике кормовых площадей Таймырского округа // Советское оленеводство. — 1933. — № 2. — С. 1—46.
- Дедов А. А. Памятка бригадира-оленевода. — М., 1934. — 12 с.
- Болотова В. М., Дедов А. А., Лащенкова А. Н., Шоленинова Т. П. Определитель высших растений Коми АССР / ред. А. И. Толмачёв. — М.: Изд-во АН СССР, 1960. — 359 с.
- Дедов А. А. Растительность Малоземельской и Тиманской тундр. — Сыктывкар: Институт  биологии  Коми  научного центра  Уральского отделения РАН, 2006. — 160 с. — ISBN 5-89606-273-7. Архивировано 9 мая 2017 года.